# アルプス大橋
アルプス大橋（アルプスおおはし）とは、長野県松本市島内の梓川に架かる国道147号高家バイパスの橋である。計画当初は、仮称として「あづみ野新橋」と称していた。

## 構造

### 諸元
- 種別 - 鋼橋
- 形式 - 鋼6径間連続桁橋
- 橋長 - 278 m
- 有効幅員 - 10 - 12.75 m
- 床版 - プレキャストPC床版

本橋はコスト縮減を目的に設計が見直された。

## 歴史
安曇野市豊科 - 松本市島内を結ぶ国道147号高家バイパスは、延長4.2 km（キロメートル）で、国道147号の渋滞解消などを目的に1992年度（平成4年度）に事業化され、1994年度（平成6年度）に着工した。
橋梁部は2004年度（平成16年度）に着工され、2007年（平成19年）7月25日に開通（暫定2車線で開通したが、橋脚は将来的な拡幅に備えて4車線分の広さが確保されている）。本橋の開通をもって高家バイパスは全通した。